# Campeonato Paraense de Futebol de 2020
O Campeonato Paraense de Futebol de 2020 (por questões de patrocínio, Campeonato Paraense Banpará de 2020), foi a 108ª edição da principal divisão de futebol do Pará.
Nos dias 2 e 6 de setembro houve as finais do estadual com dois clássicos Re-Pa, o Paysandu saiu vitorioso nas duas oportunidades e assim aumentou seu recorde de títulos estaduais para 48.

## Antecedentes
Logo na cerimônia de abertura do campeonato no dia 16 de janeiro, o Governador do Estado Helder Barbalho firmou compromisso em apresentar o projeto de reforma do Estádio olímpico do Pará, o Mangueirão no dia 21 de janeiro, entre as principais mudanças, estaria a implementação de cadeiras com encosto, expandindo o setor até próximo da pista olímpica. Mas o setor de arquibancada ficará reduzido. Também seria feita a duplicação das rampas de acesso, o que facilitaria a evacuação do estádio e também falou sobre ainda em 2020, retormar as obras do Estádio Colosso do Tapajós em Santarém. No dia 16 de Março, a Federação Paraense de Futebol decidiu por suspender o campeonato por no mínimo 15 dias devido à Pandemia de COVID-19, porém no dia seguinte, a federação voltou atrás e manteve a realização do campeonato, porém com Portões fechados.
Posteriormente, no dia 19 de março após o primeiro caso confirmado do novo Coronavírus a federação optou novamente por suspender o campeonato. Paysandu propôs dar o campeonato como encerrado, respeitar a tabela até a 8ª rodada, não haver rebaixados, dividir igualmente por todos a premiação de meritocracia do campeonato e doação, aos árbitros, de 10% do valor arrecadado pela FPF para a logística das partidas mas o presidente do Clube do Remo Fábio Bentes, mostra-se contra declarar o clube bicolor como campeão e tem o apoio do Bragantino-PA além da abstenção do Itupiranga. Nova reunião definiu que o campeonato será retomado, sem mudança no regulamento e com datas a serem definidas em conjunto com a CBF.
No dia 29 de Abril, a CBF reuniu-se com representantes das federações e fortaleceu a ideia de retorno da temporada nacional no dia 17 de maio, porém, a FPF através do presidente Adelcio Magalhães Torres, afirmou que não retornará às práticas esportivas até liberação das autoridades governamentais e de saúde do estado.
No dia 2 de julho, em reunião ocorrida na sede da Federação Paraense de Futebol, representantes dos clubes concordaram em retornar o campeonato a partir do dia 1 de agosto, definindo Belém como sede única, com Portões fechados e concordando em nesta edição não haver rebaixados.

## Regulamento[19]
O campeonato desta temporada seria com a 1.ª fase em pontos corridos porém a decisão não agradou as diretorias dos 10 clubes participantes então decidiu-se manter o regulamento que vinha sendo utilizado, modificando apenas os critérios de classificação para a fase final.
1. As equipes do Grupo A1 enfrentam as equipes do Grupo A2 em jogos de ida e volta, todas equipes farão 10 confrontos.

### Critérios de Desempate

#### Primeira Fase
1. Pontuação
2. Vitórias
3. Saldo de Gols
4. Gols Pró

### Classificação para a fase final e rebaixamento
1. os 4 melhores na classificação geral avançam para as semifinais.
2. os 2 piores classificados na pontuação geral estariam rebaixados porém devido a paralisação do campeonato ocorrida em virtude da Pandemia de COVID-19, ficou acordado que nesta edição não haverá rebaixados.

#### Fase Final
- 1º Colocado x 4º Colocado
- 2º Colocado x 3º Colocado

Caso haja empate de pontos entre dois clubes, os critérios de desempates são aplicados na seguinte ordem:
1. Maior saldo de gols;
2. Cobranças de pênaltis.

## Equipes participantes

### Promovidos e rebaixados
| Pos. | Rebaixados da Primeira Divisão de 2019 |
| ---- | -------------------------------------- |
| 9º   | São Francisco                          |
| 10º  | São Raimundo                           |

| Pos. | Promovido da Segunda Divisão de 2019 |
| ---- | ------------------------------------ |
| 1º   | Itupiranga                           |
| 2º   | Carajás                              |

### Informações das equipes
| Aumento | Equipe promovida da Segunda Divisão de 2019 |

- ^  F1. Em decorrência de obras realizadas no estádio Navegantão, o Independente-PA mandou seus jogos no estádio Parque do Bacurau em Cametá até a 5ª rodada[22][23] e a partir da 7ª, voltou a jogar em Tucuruí.[24]
- ^  F2. Devido condições insuficientes de realizar partidas no Estádio Jaime Sena Pimentel, o Itupiranga disputará seus confrontos como mandante por questões de proximidade, no estádio Zinho de Oliveira em Marabá.

## Estádios

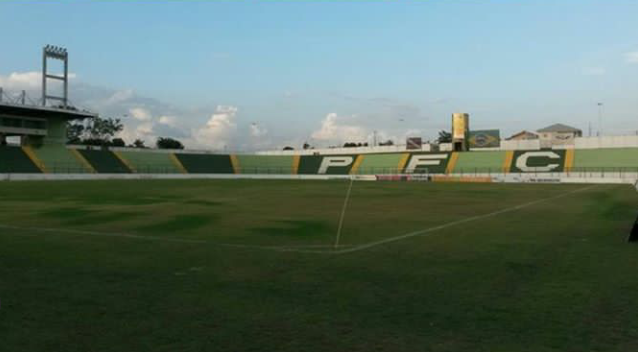
Arena Verde (Paragominas)
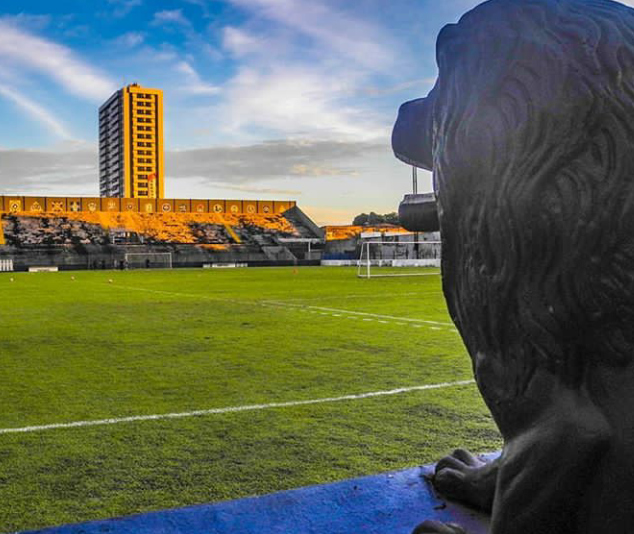
Baenão (Belém)
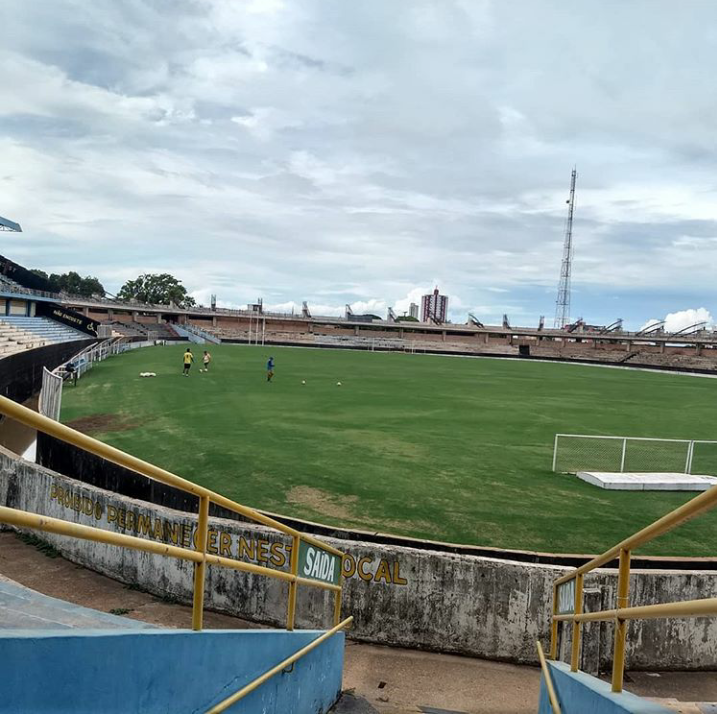
Colosso do Tapajós (Santarém)
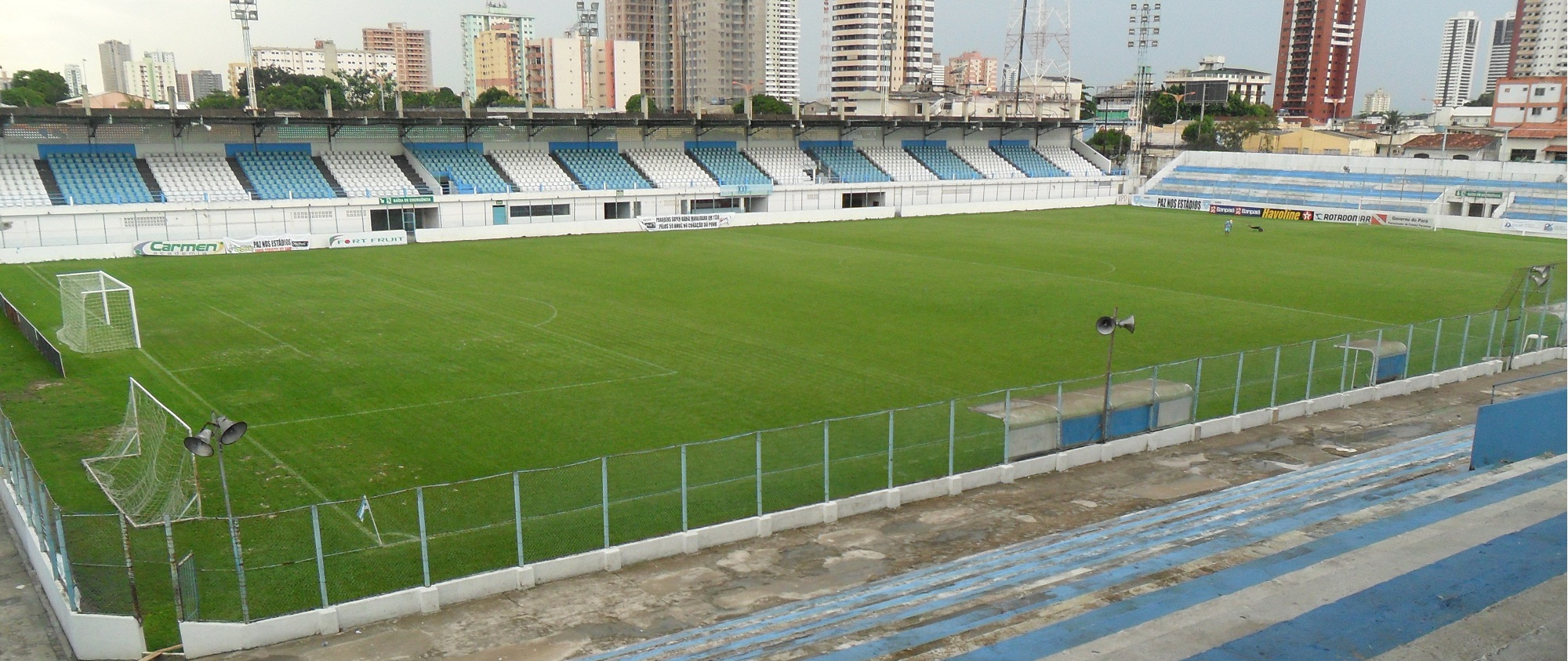
Curuzu (Belém)
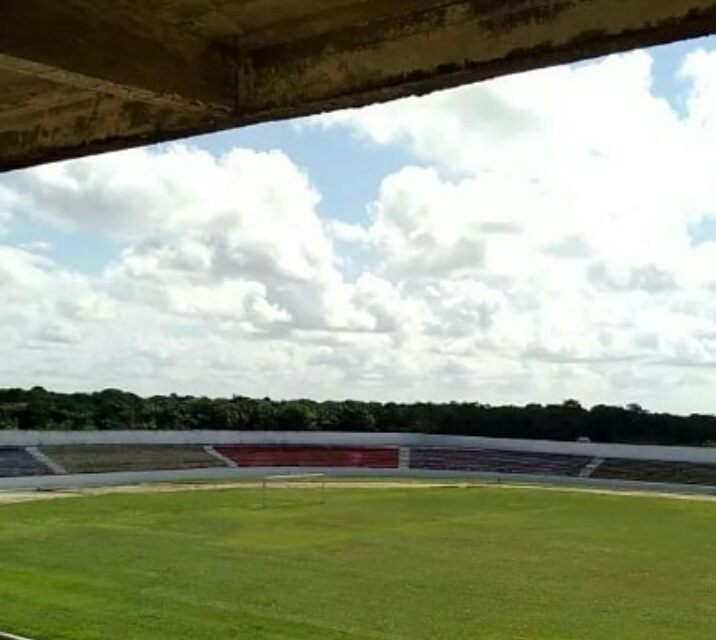
Diogão (Bragança)
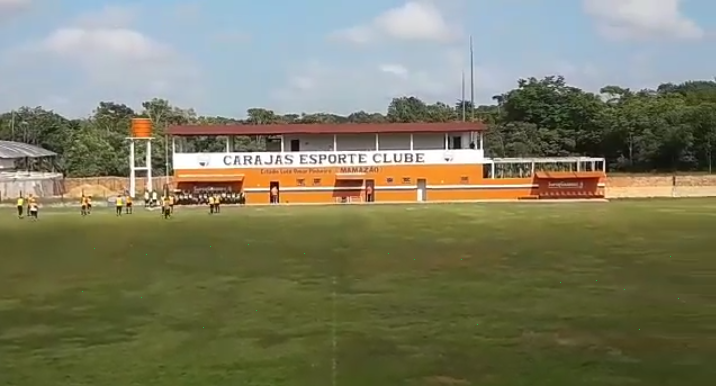
Mamazão (Outeiro)
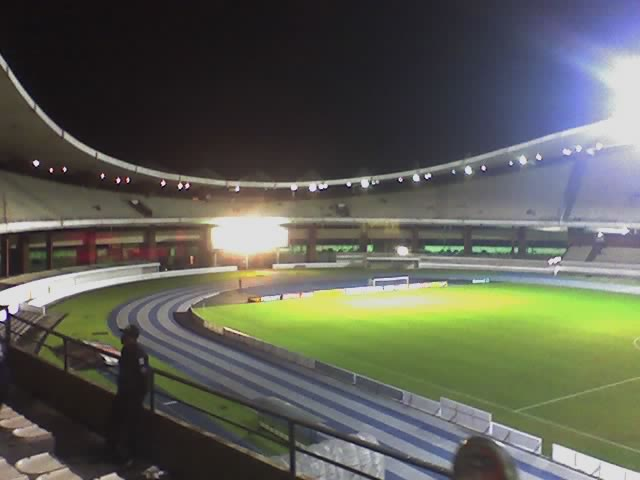
Mangueirão (Belém)
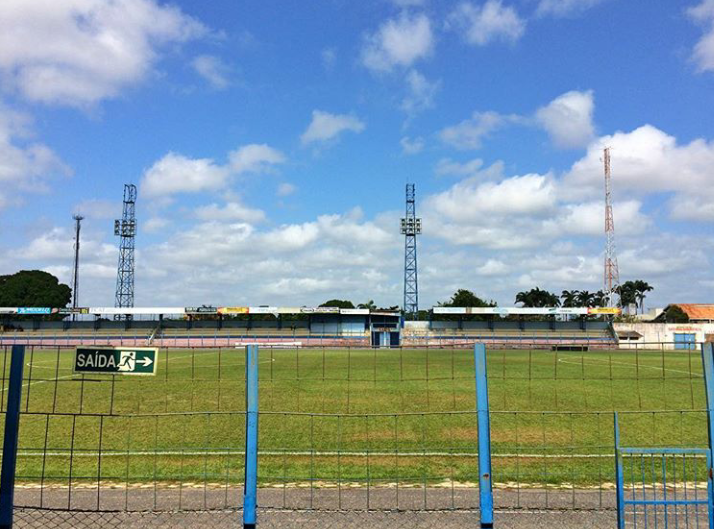
Modelão (Castanhal)
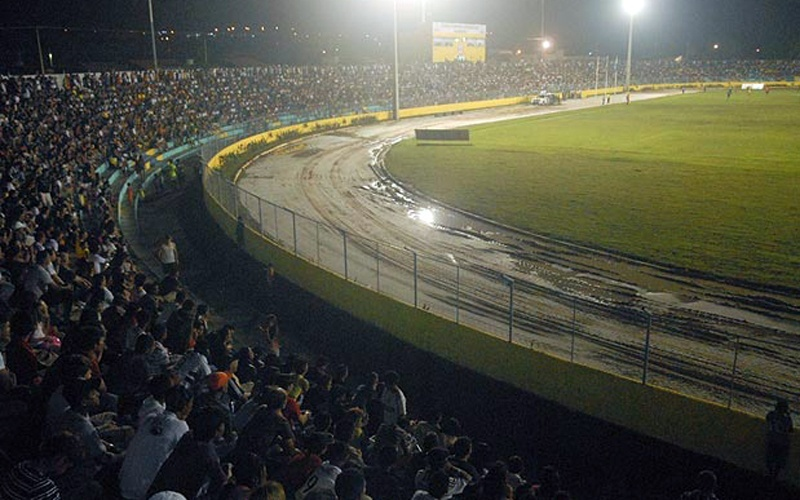
Navegantão (Tucuruí)
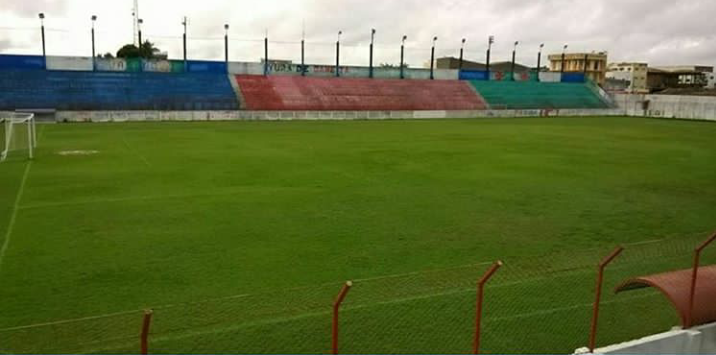
Parque do Bacurau (Cametá)
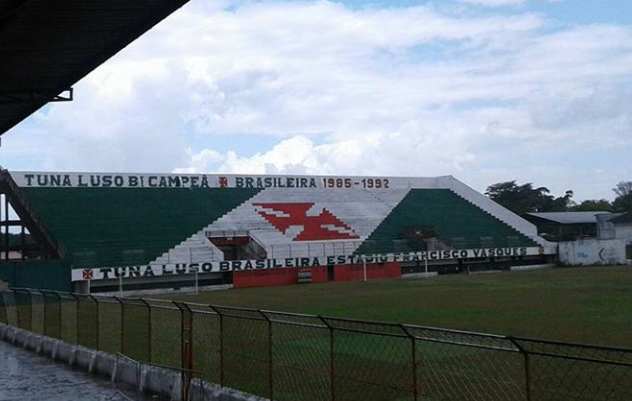
Souza (Belém)
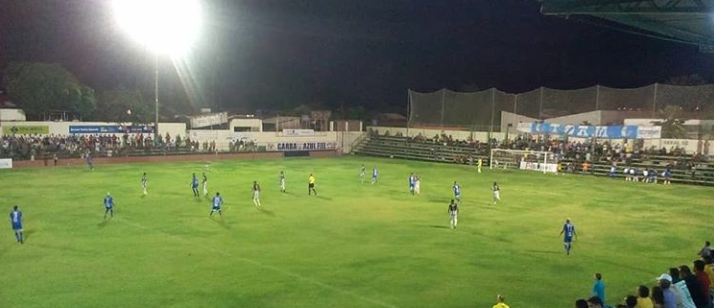
Zinho de Oliveira (Marabá)

## Fase Final
Em itálico, os times que possuem o mando de campo no primeiro jogo do confronto e em negrito os times classificados.
|  | Semifinais 12 a 20 de agosto | Semifinais 12 a 20 de agosto | Semifinais 12 a 20 de agosto | Semifinais 12 a 20 de agosto |   |          | Final 2 e 6 de setembro | Final 2 e 6 de setembro | Final 2 e 6 de setembro | Final 2 e 6 de setembro |
|  |                              |                              |                              |                              |   |          |                         |                         |                         |                         |
|  | Paragominas                  | 3                            | 0                            | 3                            |   |          |                         |                         |                         |                         |
|  | Paysandu                     | 2                            | 2                            | 4                            |   |          |                         |                         |                         |                         |
|  | Paysandu                     | 2                            | 2                            | 4                            |   | Paysandu | 2                       | 1                       | 3                       |                         |
|  |                              |                              |                              |                              |   | Paysandu | 2                       | 1                       | 3                       |                         |
|  |                              | Remo                         | 1                            | 0                            | 1 |          |                         |                         |                         |                         |
|  | Castanhal                    | Remo                         | 1                            | 0                            | 1 | 0        | 0                       | 0                       |                         |                         |
|  | Castanhal                    |                              |                              |                              |   | 0        | 0                       | 0                       |                         |                         |
|  | Remo                         | 1                            | 2                            | 3                            |   |          |                         |                         |                         |                         |

### Final
Final - Ida
| 2 de setembro | Paysandu                         | 2 – 1                    | Remo              | Mangueirão, Belém                                                     |
| 20:00         | Uilliam Barros 85' · Netinho 88' | relatório Borderô Súmula | 37' Eduardo Ramos | Público: Portões fechados Árbitro: SC Bráulio da Silva Machado (FIFA) |

| Paysandu | Remo |

| Paysandu:           |    |                 |     |     |
|                     |    |                 |     |     |
| GR                  | 1  | Gabriel Leite   |     |     |
| LD                  | 2  | Tony            |     | 84' |
| ZA                  | 34 | Micael          |     |     |
| ZA                  | 26 | Perema          |     |     |
| LE                  | 5  | Bruno Collaço   | 32' | 70' |
| VO                  | 4  | Anderson Uchôa  |     |     |
| VO                  | 55 | PH              | 33' | 70' |
| MC                  | 98 | Alan Calbergue  |     | 66' |
| AT                  | 10 | Vinícius Leite  |     |     |
| AT                  | 11 | Nicolas         | 84' |     |
| AT                  | 77 | Mateus Anderson |     | 70' |
| Reservas:           |    |                 |     |     |
| GR                  | 23 | Paulo Ricardo   |     |     |
| LD                  | 31 | Netinho         |     | 84' |
| ZA                  | 3  | Wesley Matos    |     |     |
| LE                  | 36 | Diego Matos     |     | 70' |
| VO                  | 29 | Caíque Oliveira |     |     |
| VO                  | 88 | Serginho        |     | 70' |
| MC                  | 8  | Alex Maranhão   |     |     |
| MC                  | 96 | Luiz Felipe     |     | 66' |
| MC                  | 38 | Victor Diniz    |     |     |
| AT                  | 30 | Elielton        |     |     |
| AT                  | 17 | Erik Bessa      |     |     |
| AT                  | 94 | Uilliam Barros  |     | 70' |
| Treinador:          |    |                 |     |     |
| Hélio dos Anjos 41' |    |                 |     |     |

| Remo:               |    |                  |     |     |
|                     |    |                  |     |     |
| GR                  | 1  | Vinícius         |     |     |
| LD                  | 21 | Everton Castro   |     | 80' |
| ZA                  | 4  | Rafael Jensen    |     |     |
| ZA                  | 90 | Fredson          |     |     |
| LE                  | 6  | Marlon           | 72' |     |
| VO                  | 23 | Lucas Siqueira   |     |     |
| VO                  | 94 | Gelson           | 75' |     |
| VO                  | 74 | Julio Rusch      | 60' | 66' |
| AT                  | 7  | Gustavo Ermel    |     | 66' |
| AT                  | 10 | Eduardo Ramos    |     | 53' |
| AT                  | 27 | Tcharlles        |     |     |
| Reservas:           |    |                  |     |     |
| GR                  | 78 | Thiago Rodrigues |     |     |
| LD                  | 30 | Kevem            |     | 80' |
| ZA                  | 3  | Mimica           |     |     |
| ZA                  | 40 | Gilberto Alemão  |     |     |
| LE                  | 66 | Dudu Mandai      |     |     |
| VO                  | 25 | Djalma           |     | 66' |
| VO                  | 98 | Lailson          |     | 66' |
| MC                  | 8  | Douglas Packer   |     | 53' |
| MC                  | 20 | Carlos Alberto   |     |     |
| MC                  | 24 | Charles          |     |     |
| AT                  | 9  | Zé Carlos        |     |     |
| Treinador:          |    |                  |     |     |
| Mazola Júnior 90+1' |    |                  |     |     |

Final - Volta
| 6 de setembro | Remo | 0 – 1                    | Paysandu             | Mangueirão, Belém                                                   |
| 17:00         |      | relatório Borderô Súmula | 90+5' Anderson Uchôa | Público: Portões fechados Árbitro: GO Wilton Pereira Sampaio (FIFA) |

| Remo | Paysandu |

| Remo:             |    |                  |         |     |
|                   |    |                  |         |     |
| GR                | 1  | Vinícius         |         |     |
| LD                | 21 | Everton Castro   |         | 56' |
| ZA                | 4  | Rafael Jensen    |         |     |
| ZA                | 90 | Fredson          | 38' 39' |     |
| LE                | 6  | Marlon           | 48'     |     |
| VO                | 23 | Lucas Siqueira   |         |     |
| VO                | 25 | Djalma           |         | 25' |
| MC                | 7  | Gustavo Ermel    |         | 56' |
| AT                | 9  | Zé Carlos        | 12'     | 40' |
| AT                | 24 | Charles          |         |     |
| AT                | 27 | Tcharlles        |         |     |
| Reservas:         |    |                  |         |     |
| GR                | 78 | Thiago Rodrigues |         |     |
| ZA                | 3  | Mimica           |         | 40' |
| ZA                | 40 | Gilberto Alemão  |         |     |
| LE                | 66 | Dudu Mandai      |         |     |
| VO                | 94 | Gelson           |         | 25' |
| VO                | 98 | Lailson          |         |     |
| VO                | 74 | Julio Rusch      |         |     |
| MC                | 15 | Ronald           |         |     |
| MC                | 35 | Hélio            |         | 56' |
| MC                | 20 | Carlos Alberto   |         | 56' |
| AT                | 11 | Wallace          |         |     |
| Treinador:        |    |                  |         |     |
| Mazola Júnior 65' |    |                  |         |     |

| Paysandu:       |    |                 |     |       |
|                 |    |                 |     |       |
| GR              | 1  | Gabriel Leite   |     |       |
| LD              | 2  | Tony            |     |       |
| ZA              | 34 | Micael          | 39' | 45+3' |
| ZA              | 26 | Perema          | 68' |       |
| LE              | 5  | Bruno Collaço   |     | 73'   |
| VO              | 4  | Anderson Uchôa  | 10' |       |
| VO              | 55 | PH              |     | 73'   |
| MC              | 98 | Alan Calbergue  |     | 46'   |
| AT              | 10 | Vinícius Leite  |     |       |
| AT              | 11 | Nicolas         |     |       |
| AT              | 77 | Mateus Anderson |     | 46'   |
| Reservas:       |    |                 |     |       |
| GR              | 23 | Paulo Ricardo   |     |       |
| LD              | 31 | Netinho         |     |       |
| ZA              | 3  | Wesley Matos    |     | 45+3' |
| LE              | 36 | Diego Matos     |     | 73'   |
| VO              | 29 | Caíque Oliveira |     |       |
| VO              | 88 | Serginho        |     | 73'   |
| MC              | 8  | Alex Maranhão   |     |       |
| MC              | 96 | Luiz Felipe     | 81' | 46'   |
| MC              | 38 | Victor Diniz    |     |       |
| AT              | 30 | Elielton        | 39' |       |
| AT              | 17 | Erik Bessa      |     |       |
| AT              | 94 | Uilliam Barros  | 47' | 46'   |
| Treinador:      |    |                 |     |       |
| Hélio dos Anjos |    |                 |     |       |

## Premiação
| Campeonato Paraense 2020      |
| ----------------------------- |
| Belém                         |
| Paysandu Campeão (48° título) |

## Artilharia
Atualizado em 2 de setembro
| Gols | Jogador         | Time      |
| ---- | --------------- | --------- |
| 10   | Nicolas         | Paysandu  |
| 8    | Pecel           | Castanhal |
| 5    | Jackson         | Remo      |
| 5    | Eduardo Ramos   | Remo      |
| 5    | Dioguinho       | Castanhal |
| 4    | Caíque Oliveira | Paysandu  |
| 4    | Wesley Matos    | Paysandu  |
| 4    | Uilliam Barros  | Paysandu  |
| 4    | João Leonardo   | Castanhal |

## Públicos
- Atualizado até o fim da 8ª rodada, após este período o campeonato prosseguiu com portões fechados como medida contra a Pandemia de COVID-19.

### Maiores Públicos
Esses são os dez maiores públicos pagantes do Campeonato:

### Menores Públicos
Esses são os dez menores públicos pagantes do Campeonato:

## Classificação geral
- 2 de julho - Em decorrência da Pandemia de COVID-19, ficou acordado de nesta edição não haver rebaixados.

## Seleção do campeonato

### Seleção "Trofeu Camisa 13" daRBA TV(Votação Popular)
| Posição          | Jogador         | Clube     |
| Goleiro          | Vinicius        | Remo      |
| Lateral-direito  | Tony            | Paysandu  |
| Zagueiro         | Perema          | Paysandu  |
| Zagueiro         | Rafael Jansen   | Remo      |
| Lateral-esquerdo | Bruno Collaço   | Paysandu  |
| Volante          | Anderson Uchôa  | Paysandu  |
| Volante          | Djalma          | Remo      |
| Meia             | Eduardo Ramos   | Remo      |
| Meia             | Vinicius Leite  | Paysandu  |
| Atacante         | Nicolas         | Paysandu  |
| Atacante         | Pecel           | Castanhal |
| Técnico          | Hélio dos Anjos | Paysandu  |
| ---------------- | --------------- | --------- |

- Revelação: Quadrado (Itupiranga)
- Craque do Campeonato: Nicolas (Paysandu)
- Preparador Físico: Rony Silva (Remo)

## Técnicos
| Equipe          | Técnico                                                       |
| --------------- | ------------------------------------------------------------- |
| Águia de Marabá | João Galvão (1ª—10ª)                                          |
| Bragantino      | Róbson Melo (1ª—6ª) Cacaio (7ª—10ª)                           |
| Carajás         | Jax Cametá (1ª—4ª) Vanderson (5ª—8ª) Gerson Da Costa (9ª—10ª) |
| Castanhal       | Artur Oliveira (1ª—Semifinais)                                |
| Independente    | Vanderson (1ª—3ª) Leo Goiano (4ª—8ª) Manoel Miranda (9ª—10ª)  |
| Itupiranga      | Wando (1ª—10ª)                                                |
| Paragominas     | Rogerinho Gameleira (1ª—6ª) Róbson Melo (7ª—Semifinais)       |
| Paysandu        | Hélio dos Anjos (1ª—Final)                                    |
| Remo            | Rafael Jacques (1ª—5ª) Mazola Júnior (6ª—Final)               |
| Tapajós         | Caio Simões (1ª—4ª) Matheus Lima (5ª—10ª)                     |

### Mudança de Técnicos
| Clube           | Antecessor          | Motivo              | Data            | Última partida             | Rod | Pos | Sucessor        | Ref.          |
| --------------- | ------------------- | ------------------- | --------------- | -------------------------- | --- | --- | --------------- | ------------- |
| Independente-PA | Vanderson           | Resignado           | 5 de fevereiro  | Independente-PA 2–3 CRB    | 3ª  | 6°  | Leo Goiano      | [ 25 ] [ 26 ] |
| Tapajós         | Caio Simões         | Demitido            | 8 de fevereiro  | Bragantino-PA 2–0 Tapajós  | 4ª  | 9°  | Matheus Lima    | [ 27 ] [ 28 ] |
| Carajás         | Jax Cametá          | Demitido            | 9 de fevereiro  | Castanhal 3–0 Carajás      | 4ª  | 10° | Vanderson       | [ 29 ]        |
| Remo            | Rafael Jacques      | Demitido            | 21 de fevereiro | Brusque 5–1 Remo           | 5ª  | 3°  | Mazola Júnior   | [ 30 ] [ 31 ] |
| Bragantino-PA   | Róbson Melo         | Resignado           | 29 de fevereiro | Bragantino-PA 0–2 Paysandu | 6ª  | 6°  | Cacaio          | [ 32 ] [ 33 ] |
| Paragominas     | Rogerinho Gameleira | Demitido            | 2 de março      | Paragominas 2–2 Tapajós    | 6ª  | 4°  | Róbson Melo     | [ 34 ]        |
| Carajás         | Vanderson           | Resignado           | 15 de março     | Carajás 0–1 Bragantino-PA  | 8ª  | 10° | Gerson Da Costa |               |
| Independente-PA | Leo Goiano          | Contratado pelo ASA | 11 de julho     | Independente-PA 0–0 Remo   | 8ª  | 6°  | Manoel Miranda  | [ 35 ] [ 36 ] |

## Transmissão
Em 1 de fevereiro de 2020, a Rede Cultura do Pará firma uma parceria inédita com a TV Encontro das Águas de Manaus, para a transmissão do Parazão 2020, pela primeira vez tendo também uma cobertura fora do estado do Pará. O acordo foi firmado já no terceiro final de semana de competições. Com isso os jogos estão sendo transmitidos pela Cultura e Encontro das Águas na televisão, Portal Cultura na internet e Rádio Clube do Pará. Com a fase final do Parazão após a retomada dos jogos com 4 meses de paralisação, os jogos continuaram sendo transmitidos pela Cultura do Pará e Encontro das Águas, tendo a saída da TV Brasil. Já pela internet os jogos tiveram a cobertura da TV Cultura de São Paulo, através do site oficial, YouTube e Facebook Watch em conjunto com o canal Cultura no Parazão. Na rádio, a exclusividade continua sendo da Clube.
O jogo de volta da grande final, que foi disputado entre Remo x Paysandu no dia 6 de setembro de 2020 foi transmitido em rede nacional através de um pool entre a Rede Cultura do Pará, TV Brasil, Rede Meio Norte e TV Macapá, além de afiliadas da TV Brasil por todo o país, sendo a primeira vez na história que uma decisão do Parazão é transmitida em todo o território nacional.

## Categorias de Base
- Todas as competições foram canceladas em virtude da Pandemia de COVID-19, inclusive a edição de 2021 da Copa São Paulo de Futebol Júnior.

- As vagas destinadas à Copa São Paulo de 2022 foram atribuídas aos 2 últimos campeões do Sub-20 estadual: Bragantino-PA e Castanhal.

- A vaga destinada à Copa do Brasil Sub-20 de 2021 foi atribuída ao último campeão do Sub-20 estadual: Bragantino-PA.

- A vaga destinada à Copa do Brasil Sub-17 de 2021 foi atribuída ao último campeão do Sub-17 estadual: Desportiva Paraense.

## Feminino
- A competição garante ao campeão vaga no Campeonato Brasileiro Feminino - Série A2 de 2021.
- Ver Também: Campeonato Paraense de Futebol Feminino de 2020

- Campeão: ESMAC
- Vice-campeão: Paysandu

| Terça-Feira, 17 de Novembro | Paysandu | 0 – 4      | ESMAC                                             | Mangueirão, Belém                                          |
| 15:30                       |          | Súmula FPF | 1' Raquel · 16' Gis · 80' (GC) Jeane · 81' Cassia | Público: Portões fechados Árbitro: PA Elaine da Silva Melo |